# John Egerton, 1:e earl av Bridgewater
John Egerton, 1:e earl av Bridgewater, född 1579, död 4 december 1649, var en engelsk adelsman och politiker.
John Egerton var son till Thomas Egerton, 1:e viscount Brackley och Elizabeth Ravenscroft. Han var ledamot av parlamentet (MP) för Callington från 1597 till 1598, och för Shropshire år 1601. År 1599 blev han adlad och var "Baron of the Exchequer of Chester från 1599 till 1605. År 1604 blev Egerton utsedd till riddare av Bathorden och år 1605 avlade han masterexamen vid universitetet i Oxford. Efter att ha ärvt sin faders titlar i mars 1617 blev han Earl av Bridgewater den 27 maj 1617.
Egerton blev ledamot av kronrådet år 1626. Från 1605 till 1646 var han Custos Rotulorum av Shropshire och från 1628 till 1649 var han Custos Rotulorum av Buckinghamshire. Mellan åren 1631 och 1642 var han Lord President av Wales och Lord Lieutenant av Wales och Herefordshires Marches, Monmouthshire, Shropshire samt Worcestershire.
John Miltons Comus skildrar tillsättningen av Egerton som Lord President av Wales. Egerton dog utan att ha gjort något testamente och begravdes i Little Gaddesden i Hertfordshire.

## Familj
Den 27 juni 1602 gifte sig Egerton med Frances Stanley, dotter till Ferdinando Stanley, 5:e earl av Derby och Alice Spencer. Av en tillfällighet gifte sig Frances mor Alice efter sin makes död den 20 oktober 1600 med Johns far Thomas Egerton, 1:e viscount Brackley. John och Frances fick åtta barn:
- Elizabeth Egerton (d. 1688), gifte sig med David Cecil, 3:e earl av Exeter
- Mary Egerton (d. 1659), gifte sig med Richard Herbert, 2:e baron Herbert av Chirbury
- Frances Egerton (d.1664), gifte sig med sir John Hobart, 2:e baronet
- Alice Egerton  (d. 1689), gifte sig med Richard Vaughan, 2:e earl av Carbery som hans tredje fru
- Arabella Egerton (d. 1669), gifte sig med Oliver Saint John, 5:e baron Saint John av Bletso
- James Egerton, viscount Brackley (1616–1620), dog ung
- Charles Egerton, viscount Brackley  (b. 1623), dog ung
- John Egerton, 2:e earl av Bridgewater (1623–1686)